# Bojana Novakovic
Bojana Novakovic, född 17 november 1981 i Belgrad i dåvarande Jugoslavien, är en serbisk-australisk skådespelare.
Novakovic har bland annat medverkat i TV-serien Love Me (2021–2023). Hon har även medverkat i filmerna Edge of Darkness från 2010, I, Tonya från 2017 och Birds of Prey från 2020.

## Filmografi (i urval)
- 2010: Edge of Darkness
- 2014: The Little Death
- 2017: I, Tonya
- 2020: Birds of Prey
- 2021–2023: Love Me